# Gahnia grandis
Espèce
Classification phylogénétique
Gahnia grandis est une espèce de plantes à fleurs de la famille des Cyperaceae. C'est une plante vivace de type tussock originaire du sud-est de l'Australie et de Tasmanie.
Il a été décrit à l'origine par Jacques Labillardière comme Scleria grandis en 1800 et placé dans son genre actuel par S. T. Blake en 1969.

## Référence
1. ↑   (en) IPNI : Gahnia grandis
2. ↑  « APNI - <scientific><name data-id='108828'><scientific><name data-id='108054'><element>Scleria</element></name></scientific> <element>grandis</element> <authors><author data-id='6858' title='Labillardiere, J.J.H. de'>Labill.</author></authors></name></scientific> », sur gov.au (consulté le 1er septembre 2020).
3. ↑  « APNI - <scientific><name data-id='82029'><scientific><name data-id='79509'><element>Gahnia</element></name></scientific> <element>grandis</element> <authors>(<base data-id='6858' title='Labillardiere, J.J.H. de' />Labill.</base>) <author data-id='2084' title='Blake, S.T.'>S.T.Blake</author></authors></name></scientific> », sur gov.au (consulté le 1er septembre 2020).